# 아포크로매틱 렌즈
아포크로마트 렌즈는 렌즈의 한 종류이다. 천문학에 사용되는 망원경 등에서 주로 사용되는 렌즈이다.

## 설명
아포크로마토 렌즈(apochromat) 또는 아포크로마토 렌즈(apo)는 일반적인 무채색 렌즈보다 색수차와 구면 수차의 보정이 우수한 사진 또는 기타 렌즈이다. 색수차는 렌즈에서 다른 거리에 다른 색이 집중되는 현상이다. 사진 촬영에서 색수차는 전체적으로 부드러운 이미지를 생성하고 흑백 사이의 가장자리와 같은 고콘트라스트 가장자리에 색 무늬를 만든다. 천문학자들은 비슷한 문제에 직면해 있는데 특히 거울보다는 렌즈를 사용하는 망원경의 경우에 그렇다. 무채색 렌즈는 일반적으로 빨간색(~0.590 µm)과 파란색(~0.495 µm)의 두 파장을 동일한 평면으로 초점을 맞추도록 보정된다. 무채색 렌즈는 일반적으로 빨간색(~0.620 µm), 녹색(~0.530 µm), 파란색(~0.465 µm)의 세 가지 색상을 동일한 평면으로 초점을 맞추도록 설계되었다. 잔여 색상 오차(2차 스펙트럼)는 동등한 구경과 초점 거리의 무채색 렌즈보다 크기가 몇 배 작은 정도일 수 있다. 아포크로마토는 무채색에서처럼 구면 수차가 아닌 두 파장에서 구면 수차를 보정하기도 한다. 천문학에서 광대역 디지털 이미징을 위한 망원경 대물 렌즈는 일반적인 CCD 이미징 어레이의 광학 감도가 자외선에서 가시 스펙트럼을 거쳐 근적외선 파장 범위까지 확장될 수 있기 때문에 색 보정이 필요하다. 60~150mm 구경 범위의 천체 사진용 무채색 렌즈가 여러 회사에서 개발 및 판매되고 있으며 초점 비율은 f/5에서 f/7이다. 노출 중에 초점을 맞추고 적절하게 안내하는 이러한 무채색 목표는 주어진 구경 크기에 대해 광학적으로 가능한 가장 선명한 광야 천체 사진을 생성할 수 있다. 그래픽 아트 프로세스(카피) 카메라는 일반적으로 선명한 이미지를 위해 무채색 렌즈를 사용한다. 고전적으로 설계된 무채색 공정 카메라 렌즈는 일반적으로 최대 구경이 약 f/9로 제한된다. 최근에는 중형, 디지털 및 35mm 카메라용으로 고속 아포크로매틱 렌즈가 개발되었다. 무채색 디자인은 3가지 색상 교차를 달성하기 위해 특수 분산 특성을 가진 광학 안경이 필요하다. 이것은 일반적으로 값비싼 플루오로 크라운 유리, 비정상적인 플린트 유리, 그리고 심지어 유리 요소 사이의 얇은 공간에서 매우 특이한 분산 특성을 가진 광학적으로 투명한 액체를 사용하여 달성된다. 굴절 및 분산의 유리와 액체 지수의 온도 의존성은 포크로마토 설계 중에 고려되어야만 약간의 재초점만으로 합리적인 온도 범위에서 우수한 광학 성능을 보장할 수 있다. 경우에 따라서는 변칙 분산 안경이 없는 무채색 디자인이 가능하다. 독립적인 시험을 통해 일부 사진 렌즈 제조업체에서 "APO" 지정을 느슨하게 사용하여 렌즈의 색이 가진 정확도를 자세하게 설명할 수 있다. 비교 렌즈가 "APO" 지정을 사용하지 않았음에도 불구하고 우수한 색 정확도를 나타냈기 때문이다. 또한 렌즈 설계를 고려할 때 "APO"라는 명칭은 사진보다 천문학 관련 광학(예: 망원경) 및 현미경에서 더 보수적으로 사용된다. 예를 들어, "APO"로 표시된 망원경은 무한대와 같은 거리에 최적화된 전문 고정 초점 거리 렌즈이며, 사진에서는 특정한 상대적으로 저렴한 범용 줌 렌즈도 APO로 지정된다.

## 같이 보기
- 렌즈
- 천문학
- 망원경